# 음식의 사회학

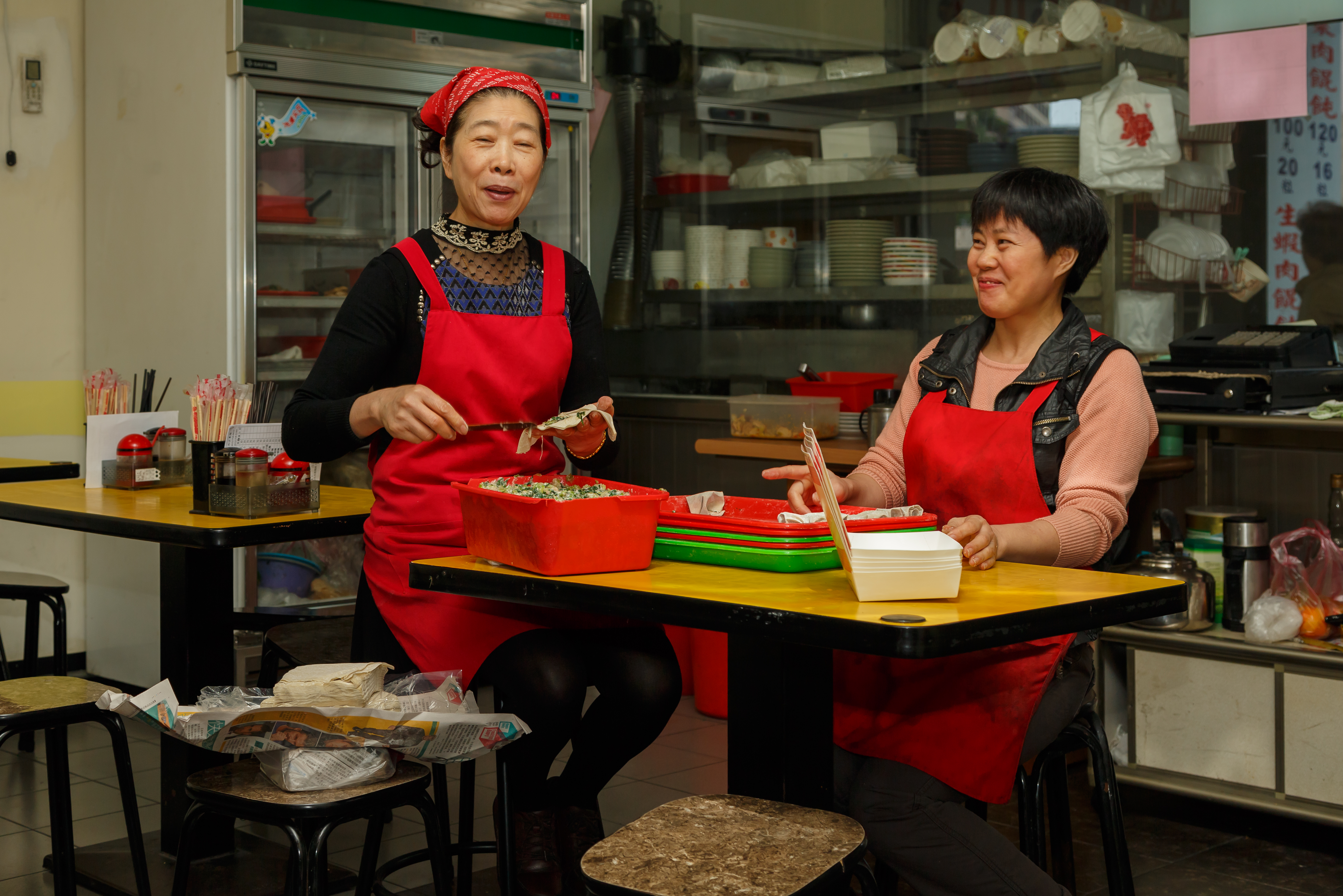
대만 타이베이 14번가에 있는 Jiaotse 레스토랑. 식당의 주인이 그녀의 유명한 수제 자오쯔를 준비하고 있다.

음식의 사회학은 생산, 준비, 소비 및 유통, 의학적, 의식, 영적, 윤리적, 문화적 응용 및 관련 환경, 노동 문제 등을 포함하는 사회의 역사, 진행, 미래 발전과 관련된 음식에 대한 연구이다.
식품 공급망의 변화 분석을 통해 우리 사회의 식품 유통 양상을 살펴볼 수 있다. 특히 세계화는 식품 유통 산업에서 규모 효과를 가능하게 하여 식품 공급망에 큰 영향을 미쳤다.

## 식량 배급

### 규모 효과의 영향
식품 공급망의 중앙 집중식 인수 구매 센터로 인한 규모 경제는 식품 유통 시장의 대형 소매업체 또는 유통업체와 같은 대형 업체에 유리하다. 이는 소규모 판매업자에 비해 강력한 시장 지배력과 재정적 이점을 활용할 수 있기 때문이다. 강력한 시장 지배력과 금융 신용 시장에 대한 더 큰 접근성은 진입 장벽을 부과하고 식품 유통 시장에서 입지를 굳힐 수 있음을 의미했다. 이로 인해 한쪽 끝에는 대형 판매업자가 있고 다른 쪽 끝에는 틈새 시장을 선택하는 소규모 판매업자가 있는 식품 유통 체인이 생성된다. 특화된 식품 유통 시장에서 소규모 업체의 존재는 시장 점유율이 축소되고 규모 효과로 인해 대형 업체와 경쟁할 수 없기 때문일 수 있다. 이 메커니즘을 통해 세계화는 더 작은 역할 플레이어를 대체했다. 전문 식품 유통 시장을 괴롭히는 또 다른 메커니즘은 유통 체인이 자체 브랜드를 소유할 수 있는 능력이다. 자체 브랜드를 보유한 상점은 자체 브랜드의 가격을 낮춤으로써 경쟁업체 간의 가격 전쟁에 대처할 수 있으므로 소비자가 해당 브랜드에서 상품을 구매할 가능성이 높아지는 것이다.

### 초기 역사와 문화
인류가 시작된 이래 음식은 단순히 영양소를 공급하는 일이 가장 중요했다. 영장류는 지구를 걸어다닐 때 음식을 쉽게 구할 수 없었기 때문에 사냥과 축산업을 해야 했고, 에너지원으로서만 음식을 소비해왔다. 초기 인류는 생존을 위해 매일 고열량 식단이 필요하다는 사실을 깨달았다.
이러한 발전은 결국 농업으로 이어지며, 이는 식량 노동과 식량 사회학의 경제적 부분에도 적용되었다. 세월이 흐르면서 음식은 점점 더 문화와 사람들을 하나로 모으는 방법이 되었다. 많은 문화권에서 음식은 사람들을 하나로 모으는 무언가로 작용해왔다. 이것은 수세기 동안 계속되었다. 호모 사피엔스의 사냥과 채집에서부터 식민지 개척자들, 아메리카 원주민 과 잔치를 나누는 추수감사절 , 최근 몇 년간 식당/외식의 대중화에 이르기까지 식사와 함께 오는 수십 년과 공생 등이 이를 보여준다. 이러한 발전은 이제 음식과 관련된 커뮤니케이션과 연결성을 나타낸다. 사회학자에 따르면 음식에는 목적과 의미에 따라 분류되는 다양한 그룹이 있다.
문화의 필수품인 문화 슈퍼푸드가 있다. 경제적 지위를 반영하는 명품 식품과 몸의 건강을 위해 주로 소비되는 신체이미지 식품이 있다. 미신처럼 칭찬받는 바람직한 재산을 위해 공감하는 음식을 먹는다. 마지막으로, 특정 건강상의 이유로 섭취하는 생리학적 식품이 있다(예: 건강한 임신을 위해 임산부가 먹는 것). 이러한 다양한 범주는 연구자와 사회학자가 음식의 관점에서 문화를 연구하는 데 도움이 된다. 그것은 종종 음식이 사회와 함께 어떻게 성장하고 곰팡이가 생기고 변화하는지 보여준다. 예를 들어 동종 요법을 믿는 사람은 교감 식품이나 생리 식품에 해당하는데, 이것은 그들이 무엇을 할 수 있는지에 대한 그들의 속성과 믿음 때문에 소비되기 때문이다. 이러한 식품 범주 중 하나의 또 다른 예는 고급 식품을 위한 캐비어 또는 굴이 될 것이다. 캐비어나 굴은 가격이 비싸므로 그것을 소비하고 구매하는 사람들은 자신의 사회경제적 지위를 보여주기 때문이다.

### 사회학적 관점
상징적 상호작용론의 관점에 따르면 음식의 사회학과 관련된 많은 상징이 있다. 많은 문화권에서 음식은 사람들을 하나로 모으고 다양한 수준에서 연결한다. 예를 들어 가족이 함께 식탁에 둘러앉아 식사하는 전통이 있다. 그것은 하나와 다른 사람과의 공생과 의사 소통을 나타낸다. 음식 자체는 실제보다 더 큰 것을 상징할 수 있다. 미국에서 패스트푸드는 빠른 저녁 식사가 필요한 바쁜 가족을 나타낼 수 있다. 그러나 다른 사람들에게는 특히 미국의 소비 개념을 중심으로 하는 " 맥도날드화 이론 (MacDonaldization)"을 보여줄 수 있다. 음식의 사회학이 어떻게 상징화될 수 있는지에 대한 또 다른 예는 처음부터 가족과 함께 음식을 만드는 것이다. 사회학의 다른 이론과 함께 갈등 이론은 음식의 사회학에도 적용된다. 앞에서 언급했듯이 음식은 무엇보다도 영양과 생존 수단으로 사용되었다. 이로 인해 그것은 갈등 이론에 속할 수 있다. 사냥꾼과 수집가의 역할은 초기 인간이 생존을 위해 싸우고 채집해야 한다는 것을 의미했다. 그 갈등은 또한 적자 생존을 보여줄 수 있었는데, 식량과 영양분을 얻기 위한 갈등이 있었기 때문이다. 이것은 사람들이 음식과 영양으로 들어가는 생계를 꾸리기 위해 직업을 가지면서 오늘날의 모습으로 발전했다.

### 심리학과 장애
섭식 장애는 음식의 사회학을 상징한다. 그것들은 누군가가 생존에 필수적인 것에 대해 얼마나 많은 강제 통제(또는 그것의 부족)를 가질 수 있는지를 나타내기 때문이다. 섭식 장애는 거식증에만 국한되지 않는다. 이러한 장애에는 폭식증과 폭식 장애(폭식)도 포함된다. 그러한 장애가 있는 사람들은 종종 음식을 보상으로 사용한다. 다른 경우에는 음식이 생존을 위해 필요함에도 불구하고 피해야 할 것으로 간주한다. 사람들이 음식과 공유하는 관계는 항상 다양하며 매우 복잡한 주제이다. 사회학적 관점에서 볼 때 미디어는 이와 많은 관련이 있다. 이것은 음식의 사회학과 관련이 있을 뿐만 아니라 미디어가 사회 전체를 표현하는 방식과도 관련이 있다. 남성과 여성 모두(그러나 주로 여성) "완벽한 신체"에 대한 표적화되고 부정확한 표현을 보고 정상적인 것으로 간주되는 신체와 더 유사한 신체를 갖고 싶어한다. 신경성 식욕부진 또는 신경성 폭식증/폭식증과 같은 장애에서 환자는 체중 증가와 칼로리 소비에 대한 극심한 두려움을 가지고 있다. 이러한 장애는 사람들이 음식 및 체중과 공유하는 손상된 관계와 그것이 대중 매체에서 항상 부정적으로 연결되는 방식을 나타낸다. 부정확한 표현은 사람들로 하여금 영양에 대한 절대적인 필요를 고려하는 것과는 반대로 외모에 점점 더 집중하게 만든다. 완벽한 신체가 어떤 모습인지, 그리고 사람이 평소에 할 수 있는 만큼의 칼로리를 섭취함으로써 어떤 영향을 받는지에 대해 공개적으로 표시된 잘못된 이미지는 신경성 식욕부진증을 사망률이 가장 높은 정신 건강 장애로 이끌었다.

### 다이어트
다이어트의 유행은 수세기 동안 지속되어 왔지만, 날씬하고 날씬해지는 것에 대한 집착은 1990년대 주류 미디어에서 유행하기 시작했다. 예를 들어, '헤로인 시크'와 같은 트렌드를 통해 역사적으로 여성이 크고 통통하면 보살핌을 받고 있음을 나타낸다. 쉽게 구할 수 있는 식사를 할 여유가 없는 농부와 달리 그녀는 먹을 여유가 있었기 때문에 그녀의 부를 보여주었다. 날씬한 여성만을 원하던 사회가 아니었다. 눈에 띄는 변화는 1920년대에 들어서면서 '소년 같은' 모습이 여성의 로망이 됐다는 점이다. 나중에 1960년대로 접어 들면서 Twiggy 와 같은 모델은 그녀가 얼마나 날씬했는지에 대한 헤드라인을 장식했고 많은 여성들이 그녀의 체형을 닮기 위해 노력했다. 이것은 1980년대까지 계속되어 운동 및 운동 비디오의 대중화와 함께 다이어트( South Beach Diet 및 Weight Watchers 와 같은)가 인기를 얻었다. 이것은 주류 다이어트 유행의 시작이었다. 이 중 Atkins 다이어트, Jenny Craig 및 paleo 와 같은 다른 사람들이 인기를 끌기 시작했다. 2010년대 초중반을 기점으로 다른 다이어트가 대세가 됐다. 여기에는 채식주의, 무유제품, 완전 채식주의, 생식, 글루텐 프리가 포함된다. 도덕적 이유, 소화 문제, 외부 영향 또는 종교적 영향 등 특정 유형의 다이어트를 선택하는 데는 여러 가지 이유가 있다.

### 비만
미국 전역에 퍼진 비만 전염병은 미국인들이 소비하는 음식 유형의 진화와 함께 음식이 사회와 사람들의 생활 방식을 어떻게 형성하는지에 대한 좋은 예를 보여준다. 많은 미국인들의 바쁜 조증으로 인해 패스트푸드 와 고칼로리의 사전 포장 식품이 인기를 얻으며 미국 소비의 주류가 되었다. 특정 사회경제적 배경을 가진 사람들이 사는 환경도 그들이 소비하는 음식의 유형에 큰 영향을 미친다. 고칼로리 저영양 식품은 가격이 저렴하고 접근하기 쉬운 경향이 있다. 따라서 음식을 쇼핑할 때 많은 사람들이 더 저렴한 옵션을 선택한다. 체력 부족은 또한 비만 전염병에 추가되는 중요한 측면이다. 연구에 따르면 이웃의 보행 용이성과 운동 사이에는 직접적인 상관 관계가 있다. 또한 이웃이 레크리에이션 활동에 쉽게 접근할 수 없는 경우 과체중 및 비만이 될 위험이 있다. 섭식 장애의 주제와 함께 비만은 과식과 함께 오는 통제력 부족과 관련이 있을 수 있다. 미국의 비만 문제를 퇴치하는 데 진전이 있었고, 건강한 식습관과 피트니스를 촉진하는 데 도움이 되는 프로그램이 시행되고 있다.  더 많은 레스토랑에서 식사에 포함된 칼로리 양을 표시하고 있다. 또한 Coca-Cola 와 같은 많은 식품 회사는 음료 및 제품에 대해 건강한 선택을 장려하고 칼로리를 표시하고 영양 성분을 쉽게 사용할 수 있도록 하고 있다.

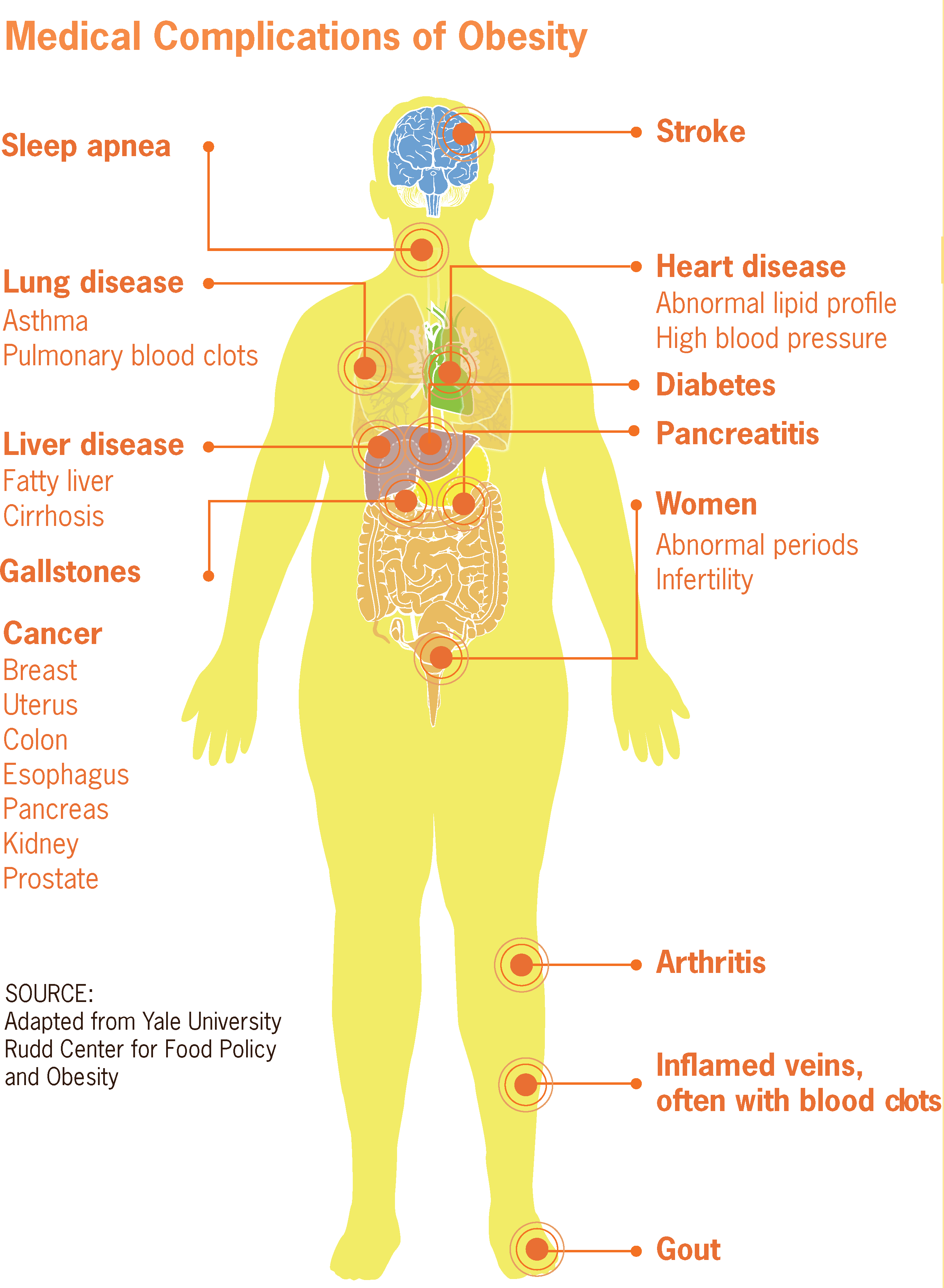
비만의 영향.

## 같이 보기
- 식품산업

## 추가 자료
- Carolan, M. 2012, 식품 및 농업 사회학, Routledge, New York; London;.
- 비어즈워스, 앨런 & 케일 테레사. 1997, 메뉴의 사회학: 음식과 사회 연구로의 초대, Routledge ,ISBN 0-415-11424-1
- 게르모프, 존. 2004. 식품 및 영양의 사회학: 사회적 식욕, Oxford University Press ,ISBN 0-19-551625-7
- Kingsolver, 바바라. 2007. 동물, 야채, 기적: 식생활의 해, 하퍼콜린스 ,ISBN 0-06-085255-0
- 레벤스타인, 하비. 1988, 테이블에서의 혁명: 미국 식단의 변화, Oxford University Press,ISBN 0-19-504365-0
- McIntosh Alex, 1996, 식품 및 영양 사회학. 환경, 개발 및 공공 정책, Springer ,ISBN 978-1-4899-1387-6
- 네슬레, 마리온. 2003, Food Politics: How the Food Industry Influences Nutrition and Health, Univ of California Press,ISBN 0-520-24067-7
- 멘넬, 스티븐. 1993. 음식의 사회학: 먹기, 다이어트 및 문화, Sage Publications,ISBN 0-8039-8839-7
- Poulain, Jean Pierre, 2017, The Sociology of Food: Eating and the Place of Food in Society, Bloomsbury ,ISBN 978-1472586216 ,
- 리처, 조지. 2007, 사회의 맥도날드화, Sage Publications ,ISBN 978-1-4129-5429-7
- 슐로서, 에릭. 2001. 패스트 푸드 네이션: 미국식 식사의 어두운 면, HarperCollinsISBN 0-395-97789-4